# Бернштейн, Николай Давидович
Николай Давидович Бернштейн (1876—1938) — российский музыковед, музыкальный критик и историк.

## Биография
Родился в Митаве. Окончил Митавскую гимназию, затем Берлинский университет и Берлинскую консерваторию. Состоял доцентом по истории музыки и эстетики в «Berliner Conservatorium des Westens» и «Apels Hochschule für Musik».
С 1904 года жил в Санкт-Петербурге. По его инициативе были основаны петербургская народная консерватория (1907) и Общество писателей ο музыке. 
Печатался в «Петербургской газете», «Санкт-Петербургских ведомостях», «Товарище», «Мире», «Солнце России» и других изданиях. Ряд статей посвящён роли музыки в жизни известных лиц — Гоголя, Толстого, Надсона. 
Бернштейн является автором ряда статей по музыке в «Энциклопедическом словаре Брокгауза и Ефрона».

## Избранное
- Михаил Иванович Глинка. - Санкт-Петербург: М. Шак, 1904. - 52 с.
- Музыка и театр у японцев. — 1904.
- История русской оперы с XVIII — XX вв. — 1905.
- Лев Толстой о музыке. - Санкт-Петербург: тип. "Екатерингоф. печ. дело", 1908. - 16 с.
- H. B. Гоголь и музыка. — 1909.
- История национальных гимнов: Рус., англ., бельг., серб., фр., черногор., япон. - Петроград: тип. Гл. упр. уделов, 1914. - 48 с.